# Danrlei
Danrlei, właśc. Danrlei de Deus Hinterholz (ur. 18 kwietnia 1973 w Crissiumal) – brazylijski piłkarz występujący na pozycji bramkarza.

## Kariera klubowa
Danrlei rozpoczął piłkarską karierę w klubie Grêmio Porto Alegre w 1992 roku i pozostał mu wierny przez następne 11 lat. Z Grenuo pięciokrotnie zdobył mistrzostwo stanu Rio Grande do Sul – Campeonato Gaúcho: 1993, 1995, 1996, 1999, 2001, mistrzostwo Brazylii 1996, trzykrotnie Puchar Brazylii 1994, 1997, 2001, Puchar Recopa 1996 oraz Copa Libertadores 1995, który jest jego najważniejszym trofeum w karierze.
W 2004 krótko występował we Fluminense FC, po czym przeszedł do Clube Atlético Mineiro, gdzie grał w latach 2004–2005. W 2006 przez pół roku występował w portugalskim SC Beira-Mar, po czym powrócił do ojczyzny do trzecioligowego klubu Remo Belem. Od 5 stycznia 2009 jest zawodnikiem trzecioligowego klubu Brasil Pelotas, w którym zakończył karierę.
16 stycznia 2009 Danrlei został ranny w wypadku klubowego autokaru, w którym zginął znany z polskich boisk urugwajski piłkarz Claudio Milar.

## Kariera reprezentacyjna
Danrlei ma za sobą występy w reprezentacji Brazylii, w której zadebiutował 29 marca 1995 w meczu z reprezentacją Hondurasu. Kilka miesięcy później Danrlei był członkiem kadry canarinhos na Copa América 1995, gdzie był rezerwowym. W 1996 roku Danrlei był członkiem kadry na Igrzyskach Olimpijskich w Atlancie, gdzie Brazylia zdobyła brązowy medal. Ostatni mecz w reprezentacji Danrlei zagrał 27 września 1995 w zremisowanym 2-2 meczu z reprezentacją Rumunii. Łącznie w 1995 rozegrał w barwach canarinhos 3 spotkania.